# Ibn ʿAqīl
Abū l-Wafāʾ ʿAlī Ibn ʿAqīl (arabisch ابو الوفاء علي ابن عقيل; geboren 1040 in Bagdad; gestorben 1119 ebenda) war ein hanbalitischer Rechtsgelehrter und Theologe und eine bedeutende Persönlichkeit Bagdads während des späten 11. Jahrhunderts. 

## Leben
Ibn ʿAqīl wurde im Dschumādā II 431 (= Februar/März 1040) in Bāb at-Tāq geboren, einem Bagdader Stadtviertel auf dem linken Ufer des Tigris, in dem sich der Grabschrein von Abū Hanīfa mit einer großen hanafitischen Moschee-Schule und ein großer hanafitischer Friedhof befanden. Er selbst gehörte wahrscheinlich ebenfalls einer hanafitischen Familie an. Die hanafitischen Kreise waren in dieser Zeit sehr stark von der muʿtazilitischen Theologie geprägt, ein Umstand, mit dem George Makdisi das lebenslange Interesse Ibn ʿAqīls an der Muʿtazila erklärt. Im Jahre 1055, als Ibn ʿAqīl 15 Jahre alt war, nahmen seldschukische Horden Bagdad ein und plünderten Bāb at-Tāq. Ibn ʿAqīl war gezwungen umzuziehen und ging bei dieser Gelegenheit zur hanbalitischen Rechtsschule über. Er wurde Mündel des hanbalitischen Kaufmanns Abū Mansūr Ibn Yūsuf, was darauf hindeutet, dass er ein Waisenkind geworden war. Ibn ʿAqīl lebte in Armut und verdiente seinen bescheidenen Lebensunterhalt als Kopist.
Für elf Jahre verfolgte er nun hanbalitische Fiqh-Studien unter dem Qādī Abū Yaʿlā Ibn al-Farrā' (gest. 1066). Das Verhältnis zu diesem Gelehrten war so eng, dass er kaum eine Lehrsitzung bei ihm ausließ und ihm auch Gesellschaft leisten durfte, wenn er sich zurückzog. Allerdings besuchte er auch den Unterricht von 22 anderen Lehrern. Von diesen gehörte nur einer der hanbalitischen Schule an, nämlich Abū Muhammad at-Tamīmī (gest. 1095). Seine anderen Lehrer waren Schafiiten wie al-Chatīb al-Baghdādī (gest. 1071), Hanafiten, Muʿtaziliten und Sufis. Zu seinen Lehrern, die ihn in der Askese (zuhd) unterrichteten, gehörten auch zwei Frauen aus Harran namens Bint al-Dschunaid und Bint al-Gharrād.
Im Jahre 1061 hatte Ibn ʿAqīl eine Auseinandersetzung mit Scharaf al-Mulk, dem hanafitischen Finanzminister (mustaufī) Alp Arslans, der über dem Grab Abū Hanīfa ein großes überkuppeltes Mausoleum errichten wollte. Als Scharaf al-Mulk dafür etliche Leichen exhumieren ließ, die in der Nähe von Abū Hanīfas Grab begraben waren, fragte Ibn ʿAqīl Scharaf al-Mulk, woher er denn wisse, dass nicht auch die Leiche Abū Hanīfas exhumiert worden sei, womit das geplante Mausoleum seinen Grundlage verloren hätte. Scharaf al-Mulk war darüber so verärgert, dass er Ibn ʿAqīls Gönner Abū Mansūr eine Botschaft zusandte, in der er ihn aufforderte, Ibn ʿAqīl zu bestrafen. Abū Mansūr folgte dieser Aufforderung aber nicht, sondern beschränkte sich darauf, Ibn ʿAqīl die herrschenden Machtverhältnisse ins Gedächtnis zu rufen.
Als 1066 Ibn al-Farrā' starb, sorgte Abū Mansūr dafür, dass Ibn ʿAqīl die Leitung von dessen angesehenem „Lehrzirkel der Barmakiden“ (ḥalqat al-Barāmika) in der Moschee des Kalifen al-Mansūr übertragen wurde, die auch mit Fatwa-Erteilung verbunden war. Auch als Ibn ʿAqīl bereits diese Position innehatte, besuchte er noch die Lehrzirkel anderer Religionsgelehrter.
Ende 1067 starb Ibn ʿAqīls Gönner Abū Mansūr. Dies brachte mit sich, dass er jetzt schutzlos den Intrigen des Scharīfen Abū Dschaʿfar (gest. 1077) ausgesetzt war, eines rivalisierenden älteren Schülers von Ibn al-Farrā', der sich ebenfalls Hoffnungen auf den angesehenen Posten in der al-Mansūr-Moschee gemacht hatte. Er setzte in die Welt, dass Ibn ʿAqīl ein Zindīq und Neuerer sei und schon von seinem Lehrer Ibn al-Farrā' als solcher bezeichnet worden sei. Ibn ʿAqīl war deswegen besonders angreifbar, weil er der Muʿtazila nahestand und mit der mystischen Lehre von al-Hallādsch, der als Häretiker galt, sympathisierte. Um dem Zorn der Anhänger Abū Dschaʿfars zu entgehen, versteckte sich Ibn ʿAqīl fünf Jahre lang im Stadtviertel Bāb-al-Marātib bei Abū l-Qāsim ibn Ridwān, dem Schwiegersohn von Abū Mansūr, der wie er ein wohlhabender hanbalitischer Händler war. Im September 1072 verzichtete er schließlich öffentlich auf sein Amt, wobei er sich von den Muʿtaziliten und ihren Lehren sowie von al-Hallādsch lossagte.

## Werke
- Kitāb al-Funūn, ein Tagebuch von enzyklopädischem Umfang, das alle möglichen Themen abdeckt und von den vielfältigen Interessen seines Autors zeugt. Das Werk soll 200, nach anderen Angaben 800 Bände umfasst haben. Nur ein Band davon hat sich erhalten. Eine auf zehn Bände angelegte Kurzfassung, die ebenfalls nicht erhalten ist, wurde von Ibn al-Dschauzī verfasst. Sein Enkel Sibt Ibn al-Dschauzī berichtet, fast siebzig Bände des Werks im Waqf der Ma'mūnīya-Madrasa in Bagdad studiert zu haben.[15]
- Kitāb al-Wāḍiḥ fī uṣūl al-fiqh, Summa zur islamischen Rechtstheorie (Digitalisat).

## Belege
1. ↑  Makdisi: „Ibn ʿAḳīl“. 1968, S. 699a.
2. 1 2 3 4  Makdisi: „Ibn ʿAḳīl“. 1968, S. 699b.
3. ↑  Makdisi: Ibn ʿAqil: Religion and Culture in Classical Islam. 1997, S. 21.
4. ↑  Makdisi: Ibn ʿAqil: Religion and Culture in Classical Islam. 1997, S. 21.
5. ↑  Makdisi: Ibn ʿAqil: Religion and Culture in Classical Islam. 1997, S. 27.
6. ↑  Makdisi: Ibn ʿAqil: Religion and Culture in Classical Islam. 1997, S. 22f.
7. ↑  Makdisi: Ibn ʿAqīl et la résurgence de l’islam traditionaliste. 1963, S. 394
8. ↑  Makdisi: Ibn ʿAqil: Religion and Culture in Classical Islam. 1997, S. 26.
9. ↑  Makdisi: Ibn ʿAqil: Religion and Culture in Classical Islam. 1997, S. 23.
10. ↑  Makdisi: Ibn ʿAqil: Religion and Culture in Classical Islam. 1997, S. 24.
11. ↑  Makdisi: Ibn ʿAqil: Religion and Culture in Classical Islam. 1997, S. 28.
12. ↑  Makdisi: Ibn ʿAqil: Religion and Culture in Classical Islam. 1997, S. 35.
13. ↑  Makdisi: „Ibn ʿAḳīl“. 1968, S. 700a.
14. ↑  Makdisi: Ibn ʿAqīl et la résurgence de l’islam traditionaliste. 1963, S. 426–428.
15. ↑  Makdisi: „Ibn ʿAḳīl“. 1968, S. 700b.